# Bársony Erzsi
Bársony Erzsi, született Himmler Erzsébet (Budapest, Erzsébetváros, 1914. december 10. – Budapest, 2009. október 31.) színész, műfordító.

## Élete
Himmler Tibor (1884–1944) ügyvéd és Bársony Dóra opera-énekesnő lánya. 1933-ban végezte el a Színiakadémiát. Először a Magyar Színház szerződtette, melynek 1938-ig tagja volt, de 1934–35-ben a Bethlen-téri Színpadon és az Andrássy úti Színházban is játszott. 1938-ban az Egyesült Államokba költözött és Hollywoodban telepedett le. Apja a holokauszt áldozata lett. 1950-től Mexikóban, 1955-től New York-ban, 1957-től Berlinben élt. 1960-ban települt haza. 1961 és 1984 között a Corvina Könyvkiadó angol felelős szerkesztője volt. Az 1960-as évektől műfordítóként is dolgozott.

## Magánélete
Házastársa Székely János forgatókönyvíró volt, akivel 1938-ban kötött házasságot. Lányuk Catherine (Kati) Székely (New York, 1941–) német színésznő. Második férje 1963-ban Vályi Gábor lett.

## Főbb szerepei

### Színházi szerepei
- Dunya (Dosztojevszkij: Bűn és bűnhődés)
- Lyon Lea (Bródy Sándor: Lyon Lea)
- Trilby (Paul M. Potter: Trilby)
- Viola (Zilahy Lajos: A szűz és a gödölye)

### Filmszerepei
- Tavaszi zápor (1932) – a jegyző lánya
- Barátságos arcot kérek! (1935) – riporternő
- Havi 200 fix (1936) – Szabó Magda, Kórody menyasszonya

## Műfordításai
- Maltz, Albert: Csengettyűszó (1966)
- Bessie, Alvah Cecil: A szexbomba (1970)
- Bessie, Alvah Cecil: A felforgatók (1972)
- Meeropol, Robert: A fiaitok vagyunk (1979)